# デイタイム・ナイトタイム・サファリング
「デイタイム・ナイトタイム・サファリング」（原題：Daytime Nighttime Suffering）は、ウイングスの楽曲。1979年に、シングルグッドナイト・トゥナイトのB面として発表された。
歌詞は女性讃歌であることがポールの口から語られている。

## 概要
シングル「グッドナイト・トゥナイト」のB面として発売された楽曲だが、当初はA面とB面が逆で、この曲がA面として発表される予定であった。しかし、当時のミュージックシーンにそぐった「グッドナイト・トゥナイト」の方がヒットを見込めるという理由で、結果的にこの曲は「グッドナイト・トゥナイト」のB面として発表される事となった。
2度目のミドルエイト直前(2:04)に、当時1歳だったポールの息子ジェームズの泣き声が挿入されている。
ポールが自ら「お気に入りの曲」に挙げている反面、ライヴでの演奏記録は無い。

## その後のリリース
「ポール・マッカートニー・コレクションシリーズ」のCD『バック・トゥ・ジ・エッグ』に、ボーナストラックとして収録されている他、2001年に発売されたウィングスのベスト盤「夢の翼〜ヒッツ&ヒストリー〜」のDisc２にも収録されている。